# Stenstjärnen (Brunskogs socken, Värmland)
Stenstjärnen är en sjö i Arvika kommun i Värmland och ingår i Göta älvs huvudavrinningsområde. Sjön är 12 meter djup, har en yta på 0,135 kvadratkilometer och befinner sig 150,2 meter över havet.

## Delavrinningsområde
Stenstjärnen ingår i det delavrinningsområde (662154-133621) som SMHI kallar för Mynnar i Värmeln. Medelhöjden är 123 meter över havet och ytan är 12,57 kvadratkilometer. Räknas de 12 avrinningsområdena uppströms in blir den ackumulerade arean 199,11 kvadratkilometer. Slorudsälven (Oltjärnsbäcken) som avvattnar avrinningsområdet har biflödesordning 4, vilket innebär att vattnet flödar genom totalt 4 vattendrag innan det når havet efter 305 kilometer. Avrinningsområdet består mestadels av skog (64 procent), öppen mark (15 procent) och jordbruk (10 procent). Avrinningsområdet har 0,14 kvadratkilometer vattenytor vilket ger det en sjöprocent på 1,1 procent.